# Monasterace
Monasterace község (comune) Olaszország Calabria régiójában, Reggio Calabria megyében.

## Fekvése
A megye északkeleti részén fekszik, a Jón-tenger partján. Határai: Guardavalle és Stilo.

## Története
Első írásos említése a 16. századból származik. Az ókori Kaulon területén épült fel. Korabeli épületeinek nagy része az 1783-as calabriai földrengésben elpusztult. A 19. században nyerte el önállóságát, amikor a Nápolyi Királyságban felszámolták a feudalizmust.

## Népessége
A népesség számának alakulása:

## Főbb látnivalói
- Duomo
- San Nicola-templom
- San Giuseppe Lavoratore-templom
- Kaulónia romjai